# Ludwig Emil Grimm

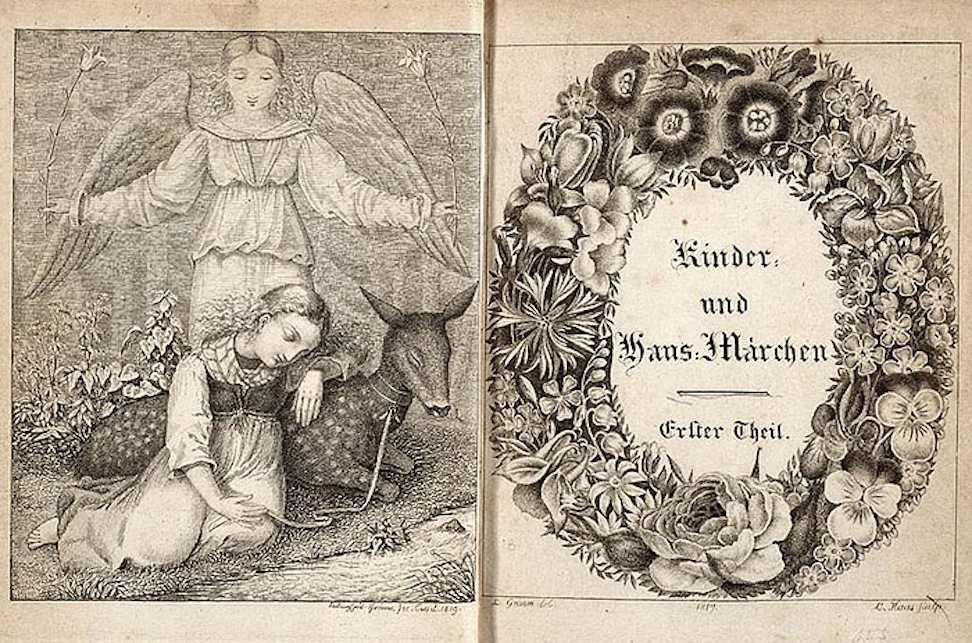
A Grimm-fivérek meséinek 1819-es kiadása Ludwig Emil Grimm illusztrációjával

Ludwig Emil Grimm (Hanau, 1790. március 14. – Kassel, 1863. április 4.) német festő és rézmetsző, a Grimm fivérek öccse.

## Élete
Münchenben Karl Hess rézmetsző tanítványa volt, azután részt vett a hatodik koalíciós háborúban. 1816-ban Olaszországba ment, egy ideig Münchenben is tartózkodott, majd Kasselben telepedett le, ahol 1832-ben az akadémia tanára lett. Sok kitűnő eredeti rézkarcot készített, ezek közül a legismeretesebb az, mely a Madonnát ábrázolja Szent József, György és Ágoston társaságában. 1840 és 1854 között rézkarcainak két gyűjteményét adta ki.